# 完颜讹可 (曹王)
完颜讹可（？—1233年），为金朝宗室，金宣宗完顏珣之孙，荆王完颜守纯长子。
完颜讹可开始被封为肃国公。天兴元年（1232年）三月，南京开封府（今河南省开封市）被围，皇叔金哀宗进封他为曹王，至蒙古军前作为人质，由蒙古使臣唐庆送至官山（今内蒙古自治区卓资山灰腾梁），面见窝阔台，次年遇害。